# ضابط الإسناد
ضابط الإسناد أو ظرف الإسناد هو الوسيلة أو الأداة التي تَحدَّد بموجبها القانون الواجب تطبيق أحكامه، واستبعاد غيره من القوانين وهو العنصر الأساسي في قاعدة الإسناد إذ يعتبر حلقة الوصل التي ربط بها المشرع بين الفئة المسندة والقانون المسند إليه.

## ضابط الإسناد والغش نحو القانون
إن تغيير ضابط الإسناد بشكل إرادي يؤدي بالدفع بالغش نحو القانون وبالتالي استبعاد القانون الأجنبي من طرف القاضي الوطني. ومن بين أكثر الأمثلة شيوعا: تغيير الجنسية للتهرب من القانون الواجب التطبيق أصلا، والوقوع تحت أحكام قانون آخر.